# Torre d'en Riera
La Torre d'en Riera, també coneguda com a Torre de la Vídua de Can Sala o Torre Bombai, és un edifici modernista del municipi de Malgrat de Mar (Maresme) inclòs en l'Inventari del Patrimoni Arquitectònic Català.

## Descripció
Edifici de planta rectangular al que s'ha afegit un cos a la banda esquerra de la façana principal, perpendicular a la mateixa: procura integrar-se al conjunt imitant l'estil general. La façana presenta la riquesa decorativa del modernisme: formes vegetals, esgrafiats, ús de ceràmica. Formes ondulades als balcons i treball de ferro. Els balcons utilitzen l'arc carpanell. Torreta a l'angle de la façana coronada per teulada de mosaic.

## Història
Casa d'estiueig voltada d'un bell jardí. Ha passat per diversos propietaris que convertiren part del jardí en una fàbrica, posteriorment aquesta fou convertida en hostal. Fa molts anys que tota la propietat resta deshabitada. No és possible l'accés. Està amb estat d'abandó i necessitada d'una restauració.